# Alfred Dunhill Kampioenschap 2012
Het Alfred Dunhill Kampioenschap 2012 - officieel het Alfred Dunhill Championship 2012 - was een golftoernooi dat liep van 13 tot en met 16 december 2012 en werd gespeeld op de Leopard Creek Golf Club in het Zuid-Afrikaanse Mpumalanga. Het toernooi maakte deel uit van de Sunshine Tour 2012 en de Europese PGA Tour 2013, het tweede toernooi van het Europese PGA-seizoen.
Titelhouder was Garth Mulroy en het prijzengeld bedroeg €1.500.300.

## Verslag
Winnaar van de 19de editie van het toernooi was duidelijk Charl Schwartzel, die hiermee een aantal records vestigde:
- Het is de laagste score waarmee dit toernooi ooit is gewonnen
- Zijn 12 slagen voorsprong op nummer 2 is de ruimste marge waarmee het toernooi ooit is gewonnen.
- Hij had na ronde 3 een voorsprong van 10 slagen, het record stond op 8 slagen.

Hij stond vanaf de 2de ronde aan de leiding en won met een voorsprong van 12 slagen voor de tweede keer dit toernooi. De eerste keer was in 2005, dat was ook zijn eerste overwinning op de Europese Tour. Het is al zijn 8ste overwinning waarvan hij vijf in eigen land behaalde.
Op de tweede plaats eindigde rookie Kristoffer Broberg, die in 2012 op de 2de plaats van de Challenge Tour eindigde en dus automatisch naar de Europese Tour promoveerde.

## Wedstrijd
De par van de baan is 72.
| Speler             | Ronde 1 | Ronde 2 | Ronde 3 | Ronde 4 | Totaal | Totaal | Rang |
| ------------------ | ------- | ------- | ------- | ------- | ------ | ------ | ---- |
| Charl Schwartzel   | 67      | 64      | 64      | 69      | 264    | -24    | 1    |
| Kristoffer Broberg | 70      | 69      | 67      | 70      | 276    | -12    | 2    |
| Garth Mulroy       | 71      | 68      | 70      | 68      | 277    | -11    | T3   |
| Andy Sullivan      | 73      | 71      | 64      | 69      | 277    | -11    | T3   |
| Grégory Bourdy     | 66      | 65      | 74      | 72      | 277    | -11    | T3   |
| Scott Jamieson     | 70      | 68      | 71      | 68      | 277    | -11    | T3   |

| Leider |  | Toernooirecord |